# Geografia dels Estats Federats de Micronèsia

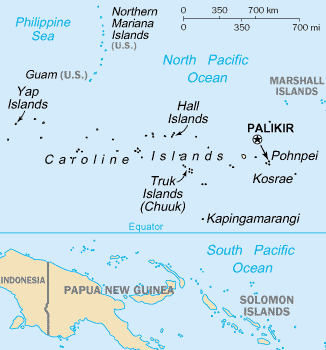
Mapa dels dels Estats Federats de Micronèsia

Els Estats Federats de Micronèsia consten de 607 illes que s'estenen al llarg de l'arxipèlag de les illes Carolines, l'est de les Filipines. Els quatre grups d'illes que els constitueixen són Yap, Chuuk (anomenat Truk fins al gener de 1990), Pohnpei (anomenada Ponape fins al novembre de 1984), i Kosrae. La capital federal és Palikir, a Pohnpei.
Situació: A Oceania, representa un grup d'illes al nord de l'oceà Pacífic, a uns dos terços de la distància entre Hawaii i Indonèsia.
Coordenades geogràfiques: 6º55' latitud nord, 158° 15′ longitud est.
Superfície:
total: 702 km²
sòl: 702 km²
aigua: 0 km²
(s'hi inclouen Pohnpei (Ponape), Illes Chuuk (Truk), Illes Yap i Kosrae.
Extensió de costa: 6.112 km
Clima: tropical. Fortes pluges durant tot l'any, especialment a les illes orientals. Situades al límit de la zona dels tifons, essent afectades ocasionalment amb gravetat.
Terreny: diversitat geològica entre alts muntanyosos, i baixos atols de corall; vulcanisme a Pohnpei, Kosrae i Chuuk.
Punt més elevat. Totolom 791 m
Recursos naturals: boscos, productes marítims, minerals dels fons marins.
Riscos naturals: Tifons (de juny a desembre).